# Pyramide des Ha! Ha!
Pour les articles homonymes, voir Ha! Ha!.
La Pyramide des Ha! Ha! est un monument commémorant le Déluge du Saguenay en 1996, situé dans l'arrondissement La Baie à Saguenay au Québec (Canada). Conçue par l'artiste Jean-Jules Soucy, elle tire son nom de la rivière Ha! Ha!.

## Description
D'une hauteur de 21 m (comme la pyramide du Louvre), le tétraèdre comporte une structure interne en aluminium. Il est couvert d'environ 3 000 panneaux de signalisation « Cédez le passage » munis d'une pellicule qui réfléchit la lumière,. Ils ont la forme de la lettre grecque « delta », que l'artiste Jean-Jules Soucy a choisi volontairement car, non seulement le monument est situé dans le delta de la rivière Ha! Ha!, mais en plus le delta grec se prononce D, et que D évoque le « système D », et qu'il s'agit « d'un corridor, ce lieu où l’on passe d’une forme à une autre, d’un concept à un autre... Le passage c’est la lettre d. Le passage, c’est (prononcez cé) d ». Enfin, « cédez » se prononce comme « s’aider », et c'est ce dont ont eu besoin les Baie-riverains devant le cataclysme.

Panneau de signalisation « Cédez le passage » au Québec

Au centre du monument, un escalier permet de monter jusqu'à un promontoire d'observation. Sur les parois internes de la pyramide sont gravés le nom de citoyens de La Baie qui ont été concernés de près ou de loin par l'événement.
L'un des flancs de la pyramide peut se soulever, et découvre alors une scène de spectacle amovible.
La pyramide est réalisée en 1997 et 1998 par RÉMAC innovateurs Industriels inc., dirigée par André Poulin, un fabricant de pièces industrielles destinées à la grande entreprise et de structures métalliques, de bois, etc., selon le concept développé par l'artiste Jean-Jules Soucy.
En 2019, un système d'illumination est ajouté : la pyramide est teintée de vert, d’ambre, de bleu ou de rouge, en fonction des événements.

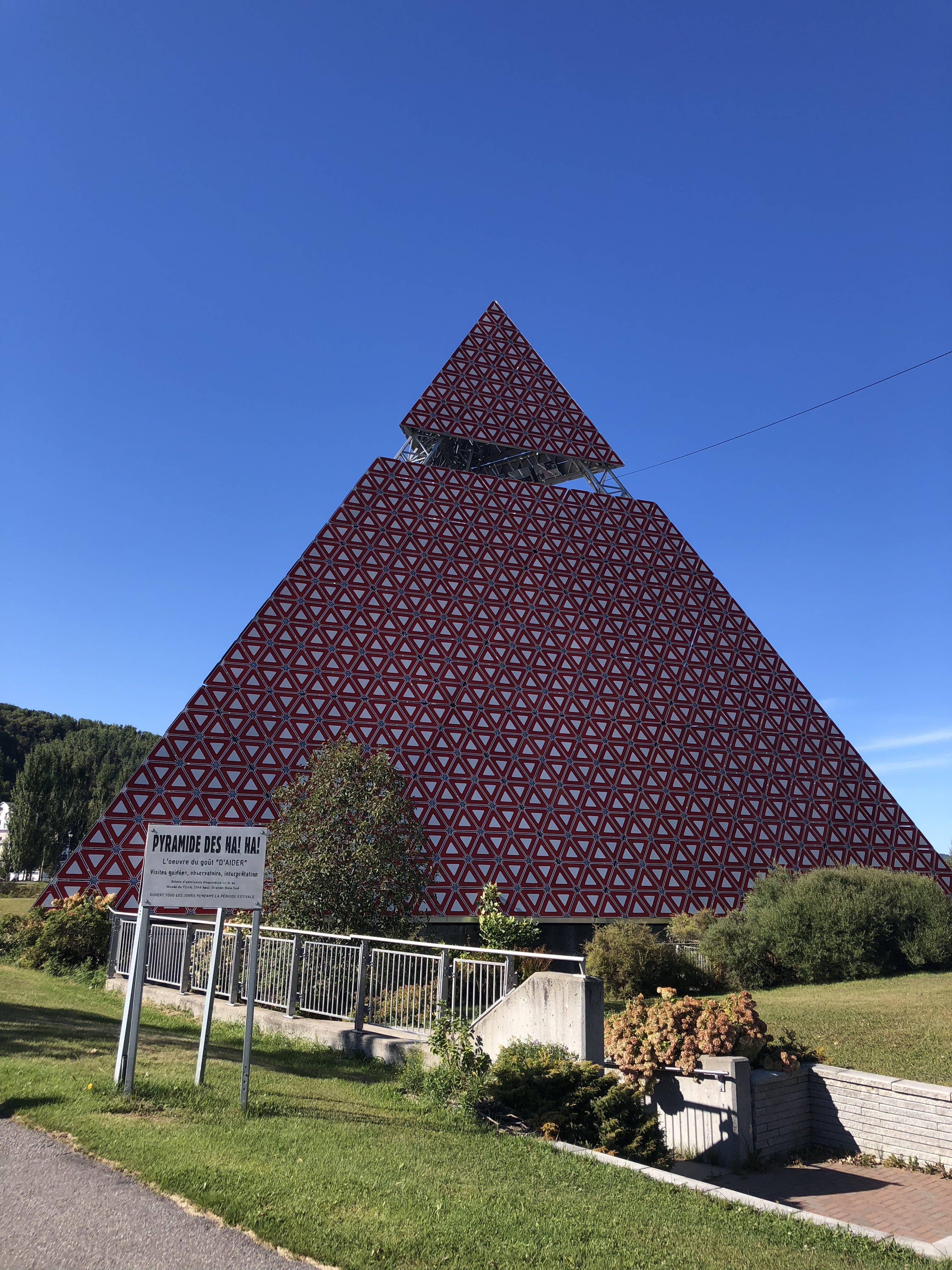
La Pyramide des Ha! Ha! en 2018

## Historique
Pendant le déluge de 1996, le quartier de Grande-Baie de l'arrondissement de La Baie subit de lourds dommages. Environ 3 000 personnes sont évacuées, 250 édifices sont détruits, et les dommages s'élèvent à 165 millions de dollars canadiens.
Le projet de monument est vu comme une forme de thérapie collective, permettant de faire oublier les événements et de revitaliser le secteur en y ajoutant un nouvel élément touristique et artistique. La Corporation de la restauration des Ha! Ha!, un groupe de citoyen local, met de l'avant ce projet et demande à l’artiste Jean-Jules Soucy, connu pour ses œuvres d'art contemporain, de créer le concept.
Le projet comprend la restauration du lit de la rivière Ha! Ha! située à proximité, la réalisation d'une place publique sur le site de l'ancien pont emporté par le déluge, et la construction d'une pyramide à trois côtés, d'une hauteur d'environ vingt-et-un mètres et dotée d'un escalier central menant à un observatoire ainsi que d'une scène de spectacle.
Le coût total du projet est d'environ 2 millions de dollars. Il est réalisé en plusieurs phases. Le parc des Ha! Ha! est livré en 1998 pour un montant de 1,3 million de dollars. La pyramide est terminée et inaugurée en 2000 lors de la « Fête du Saguenay–Lac-Saint-Jean ». Plusieurs partenaires publics et privés contribuent au financement du projet. La population elle-même y participe grâce à une collecte de fonds qui recueille 300 000 dollars. La place publique est aménagée en 2005, sur le site de l'ancien pont de la rivière, au coût de 35 000 dollars.

## Promontoire, scène de spectacle, parc
Pendant la période estivale, le musée du Fjord assure la gestion des visites guidées. Les visiteurs montent par l'escalier intérieur jusqu'à l'observatoire situé à vingt-et-un mètres plus haut et qui offre un excellent point de vue sur la baie des Ha! Ha! De la fin juin au début d'août, le parc est un lieu d'animation familiale, avec des jeux d'eau gratuits (modernisés en 2022), et de spectacles en plein air,.

## Prix et reconnaissance
En 2007, la pyramide est l'un des trois monuments finalistes au concours « Prix Aménagement » de l'organisme Les Arts et la Ville, un organisme sans but lucratif qui fait la promotion de la vie culturelle et artistique des municipalités.